# Torquay (Victoria)
Torquay is een kustplaats en hoofdplaats van de LGA Surf Coast Shire in de staat Victoria in Australië. Torquay ligt aan de Straat Bass, 21 kilometer ten zuiden van Geelong en 97 kilometer ten zuidwesten van Melbourne. De stad is de oostelijke poort tot de Great Ocean Road, een 243 kilometer lange weg die in Allansford bij Warrnambool zijn eindpunt heeft. Torquay is bekend van zijn surfstranden. Verschillende bekende surf merken komen uit Torquay waaronder Quiksilver en Rip Curl.
Sinds 2020 wordt er in Torquay jaarlijks de wielerkoers Race Torquay verreden.